# Heròdies
Heròdies (grec: Ηρωδιάς)  (Jerusalem, 15 aC - Lugdúnum dels Cònvenes, 39 dC (>39 dC)) va ser una princesa de la dinastia herodiana de Judea durant l'època de l'Imperi Romà. Filla d'Aristòbul i Berenice (neboda d'Herodes el Gran), casada primer amb Herodes Filip, el seu oncle, i després amb el germà d'aquest, Herodes Antipas. Fou mare de Salomé i, segons els evangelis, participà en una intriga que conduí a l'execució de Joan Baptista.

## Evangelis
Evangeli segons Mateu 14,11: «El dia del natalici d'Herodes, la filla d'Heròdies va ballar davant dels convidats, i va agradar tant a Herodes que aquest es comprometé amb jurament a donar-li el que demanés. Ella instigada per la seva mare, digué:
—Dona'm aquí mateix en una safata, el cap de Joan Baptista-.»
Evangeli segons Marc 6,19: «Heròdies odiava [a Joan] i el volia fer matar […] Herodes, amb motiu del seu natalici, va oferir un banquet als seus alts funcionaris, als tribuns de l'exèrcit i als personatges importants de Galilea. Durant el convit entrà la filla d'Heròdies a ballar, i va agradar tant a Herodes i als convidats que el rei digué a la noia: -Demana'm el que vulguis i t'ho donaré. […] La noia va sortir i preguntà a la seva mare: -Què haig de demanar? Ella li respongué: -El cap de Joan Baptista.»

## Autenticitat històrica
Alguns erudits bíblics dubten que els Evangelis donin una història exacta de l'execució de Joan. Segons l'historiador Flavi Josep, Joan fou encarcerat i executat per Herodes Antipas per raons polítiques, a causa de la influència sediciosa del profeta. Altres exegetes creuen que la història dels Evangelis recorda la lluita religiosa que oposà als monarques israelites Acab, i Jezabel al profeta Elies.